# ワイナリー

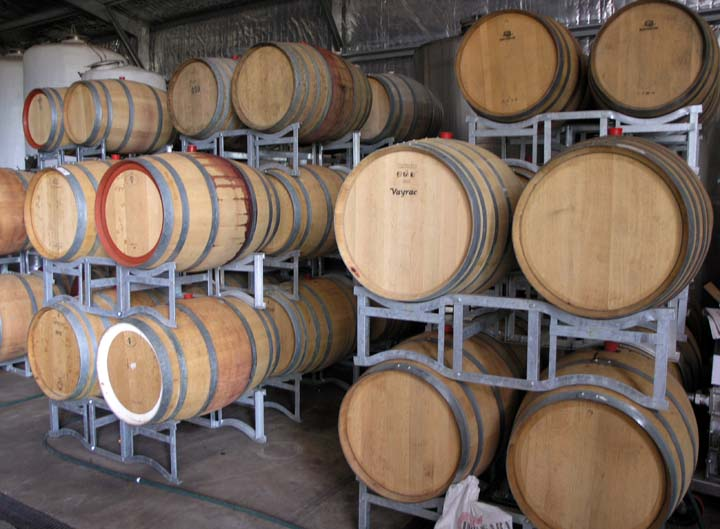
ワイン樽

ワイナリー（英語: Winery）は、ワインを生産する建物または不動産、もしくはワイン会社などワイン製造に関わる事業をいう。ワイン販売会社によっては自社ワイナリーを所有するものがある。ワイン製造の設備のほかに、大規模なワイナリーでは倉庫、ビン詰めライン (Bottling line) 、研究室、巨大なタンクなども備えているものがある。

## 概要
ワイナリーは通常ワイン職人を雇用して、以下のワイン醸造 (Winemaking) 工程によりブドウから種々のワインを生産する。この工程では果実の発酵および果汁の熟成とブレンドが進行する。このブドウはワイナリー所有の葡萄園で生産したものである場合も、他の場所で生産したものである場合もある。多くのワイナリーではツアーを催し、顧客が購入を決定する前にワインを試飲 (Wine tasting) できる試飲室を備えている。

## 日本のワイナリー
国産ワインの需要・人気が高まるにつれて、北海道から沖縄まで各地にワイナリーが開設されている。ワイン用ブドウの大産地である山梨県や長野県などに多く、観光客や購入者が立ち寄れるワイナリーもある。大手企業が運営するワイン工場もあれば、近年では東京23区などの都市部でも小規模な醸造所が開設されている。後者では他県から仕入れたブドウを使う場合もあれば、練馬区や高尾地区（八王子市）など都内産ブドウだけで醸造するワイナリーもある。

## 海外における種類と立地
アメリカ・カリフォルニア州のナパバレー (Napa County, California) やソノマバレー (Sonoma Valley) など広大なワイン産地でほとんどの住民がワイナリーに従事する土地や、イタリアで長い伝統を誇るワイン産地などでは、いたるところにワイナリーがある。ブドウはどこにでも輸送できるので、ワイナリーはブドウ園に隣接しているとは限らない。さらに、他のフルーツや植物を原料にしたワイン（ダンデライオンワイン、アップルワイン、ストロベリーワインなど）もつくられ、他の素材が育つ土地では特殊なワイナリーが出現する。たとえばマウイ島ではパイナップルのワイナリーがある。アメリカ、イタリア、スペインのワイナリーでは栽培データを無線で採取し最適状態に保つなどの精密農業化が行われている（例）。

## ファームワイナリー
近年、アメリカ合衆国の数多くの州ではワイナリーのライセンスにファームワイナリー（農場ワイナリー）というクラスを新設し、農場が敷地内でワインを製造・販売することを許可した。農場ワイナリーは商業ワイナリーと違い、その農場内でワインの原料となる果実を生産し、最終製品もその農場で販売する。ニューヨーク州などでは観光地に付属の販売店を開設する特別許可を与えている。ニューヨーク州が1976年に議決したファームワイナリー法 (Farm Winery Law) は、他の州が類似の法律を成立させる手本になった。
農場ワイナリーはふつう、商業ワイナリーよりはるかに小規模である。農場ワイナリーにはきわめて高品質のワインを生産するものがある。ワインコンテストは部門優勝してプレステージの獲得を狙おうというワイナリー間の競争が熾烈である。農場ワイナリーは付加価値営業の一形態であり、また利益の捻出に奮闘する農夫にとってはアグリツーリズムともなる。

## ワイナリーの汚水
ワイナリーの汚水はワイン製造の道具や設備の洗浄のさいにまず発生する。汚水の量と質は季節により差を生じる。汚水の取り扱いは、回収、場合により処理、その後排水または再利用となる。